# Județ de Covasna
Covasna (en roumain : Județul Covasna, en hongrois Kovászna megye) est un județ de Roumanie en Transylvanie, dans le Pays sicule. Il est fondé en 1968 à la suite de la suppression de la Région autonome magyare.
Le chef-lieu est Sfântu Gheorghe (Sepsiszentgyörgy).
La population du județ de Covasna est majoritairement composée de Hongrois de Roumanie (74 %).

## Liste des municipalités, villes et communes

### Municipalités
(population en 2011)
- Sfântu Gheorghe (Sepsiszentgyörgy) (56 006)
- Târgu Secuiesc (Kézdivásárhely) (18 491)

### Villes
(population en 2011)
- Covasna (Kovászna) (10 114)
- Baraolt (Barót) (8 672)
- Întorsura Buzăului (7 528)

### Communes
- Aita Mare (Nagyajta)
- Arcuș (Árkos)
- Barcani (Zágonbárkány)
- Bățani (Nagybacon)
- Belin (Bölön)
- Bixad (Sepsibükszád)
- Bodoc (Sepsibodok)
- Boroșneu Mare (Nagyborosnyó)
- Brăduț (Bardóc)
- Brateș (Barátos)
- Brețcu (Bereck)
- Catalina (Szentkatolna)
- Cernat (Csernáton)
- Chichiș (Kökös)
- Comandău (Kommandó)
- Dalnic (Dálnok)
- Dobârlău (Dobolló)
- Estelnic (Esztelnek)
- Ghelința (Gelence)
- Ghidfalău (Gidófalva)
- Hăghig (Hídvég)
- Ilieni (Illyefalva)
- Lemnia (Lemhény)
- Malnaș (Málnás)
- Mereni (Kézdialmás)
- Micfalău (Mikóújfalu)
- Moacșa (Maksa)
- Ojdula (Ozsdula)
- Ozun (Uzon)
- Poian (Kézdiszentkereszt)
- Reci (Réty)
- Sânzieni (Kézdiszentlélek)
- Sita Buzăului (Szitabodza)
- Turia (Torja)
- Vâlcele (Elõpatak)
- Valea Crișului
(Sepsikőröspatak)
- Valea Mare (Nagypatak)
- Vârghiș (Vargyas)
- Zăbala (Zabola)
- Zagon (Zágon)

## Politique
| Parti | Parti                                                                    | Sièges |
| ----- | ------------------------------------------------------------------------ | ------ |
|       | Union démocrate magyare de Roumanie (UDMR)                               | 22     |
|       | Parti civique magyar-Parti populaire hongrois de Transylvanie (PCM-PPMT) | 3      |
|       | Parti national libéral (PNL)                                             | 3      |
|       | Parti social-démocrate (PSD)                                             | 2      |

Composition du conseil de județ depuis 1996.
1996 PDSR MER UDMR ASDL CDR PL93 PUNR Indépendant
2000 PSD UDMR PD APR PRM
2004 PSD UDMR PD
2008 ARPJC UDMR PCM Indépendant
2012 PSD UDMR PNL PPMT PCM
2016 PSD UDMR PNL PPMT PCM

- 1996  - PDSR
  - MER
  - UDMR
  - ASDL
  - CDR
  - PL93
  - PUNR
  - Indépendant
- 2000  - PSD
  - UDMR
  - PD
  - APR
  - PRM
- 2004  - PSD
  - UDMR
  - PD
- 2008  - ARPJC
  - UDMR
  - PCM
  - Indépendant
- 2012  - PSD
  - UDMR
  - PNL
  - PPMT
  - PCM
- 2016  - PSD
  - UDMR
  - PNL
  - PPMT
  - PCM

## Démographie

### Ethnies
| Année, | Roumains | Roumains | Hongrois | Hongrois | Roms  | Roms | Autres | Autres |
| Année, | Nb       | %        | Nb       | %        | Nb    | %    | Nb     | %      |
| ------ | -------- | -------- | -------- | -------- | ----- | ---- | ------ | ------ |
| 1977   | 38 948   | 19,57    | 156 120  | 78,45    | 3 522 | 1,77 | 427    | 0,21   |
| 1992   | 54 586   | 23,40    | 175 502  | 75,24    | 2 641 | 1,13 | 527    | 0,23   |
| 2002   | 51 790   | 23,28    | 164 158  | 73,80    | 5 973 | 2,69 | 528    | 0,24   |
| 2011   | 45 021   | 21,83    | 150 468  | 72,95    | 8 267 | 4,01 | 2 505  | 1,21   |

## Tourisme
- Églises fortifiées de Transylvanie
- Liste des châteaux du județ de Covasna
- Liste des musées du județ de Covasna